# CCL25
CCL25 (englisch CC-chemokine ligand 25) ist ein Zytokin aus der Familie der CC-Chemokine.

## Eigenschaften
CCL25 ist an Entzündungsprozessen und an der Entwicklung von T-Zellen beteiligt. CCL25 bindet an den Rezeptor CCR9, der von Thymocyten, Makrophagen und dendritischen Zellen gebildet wird.